# Therese Svendsen
Therese Sandra Svendsen (ur. 13 marca 1989 w Malmö) – szwedzka pływaczka, specjalizująca się głównie w stylu grzbietowym.
Brązowa medalistka mistrzostw Europy z Debreczyna w sztafecie 4 x 100 m stylem zmiennym.
Uczestniczka igrzysk olimpijskich w Londynie (2012) na 100 m stylem grzbietowym (35. miejsce).